# Les Pires (film)
Pour l’article homonyme, voir Les Pires.
Pour plus de détails, voir Fiche technique et Distribution.
Les Pires est un film français de Lise Akoka et Romane Guéret, sorti en 2022. Il est récompensé du prix Un certain regard au Festival de Cannes 2022.

## Synopsis
Le film raconte les coulisses d'un tournage dans le Nord de la France. Un réalisateur de cinéma choisit de tourner à la cité Picasso, à Boulogne-sur-Mer. Il fait passer un casting, à la recherche de personnalités atypiques : jeunes en décrochage scolaire, porteur de TDAH, enfants placés, jeunes en sortie de foyer, etc. Il retient deux filles et deux garçons, Lily, Maylis, Jessy et Ryan. Tout le monde s'étonne de ce choix : pourquoi n'a-t-il pris que « les pires » ? Les associations locales s'inquiètent des espoirs impossibles à tenir que représente la vie facile d'une équipe de tournage, le cinéaste s'inquiète de renforcer les stéréotypes qu'il voulait dénoncer.
Le film fait le portrait de ses héros. Élevé par sa grande sœur, le jeune Ryan souffre de troubles de l'attention et d'hyperactivité et ne supporte pas le milieu scolaire, malgré l'aide de son assistante de vie scolaire. Lily, elle, est fragilisée par la mort de son frère, décédé d'un cancer. Maylis, très peu expansive, s'interroge sur sa participation au tournage. Jessy, enfin, joue à l'homme viril et provocateur, mais il dissimule des failles lui-aussi.

## Fiche technique
Sauf indication contraire, les informations mentionnées dans cette section peuvent être confirmées par la base de données cinématographiques IMDb,  présente dans la section « Liens externes ».
- Titre français : Les Pires
- Réalisation : Lise Akoka et Romane Guéret
- Scénario : Lise Akoka, Romane Guéret et Élénore Gurrey
- Décors : Laurent Baude
- Costumes : Edgar Fichet
- Photographie : Éric Dumont
- Son : Jean Umansky
- Montage : Albertine Lastera
- Pays de production :  France
- Société de production : Les Films Velvet, en association avec les SOFICA Cinéventure 7 et Cinémage 16
- Langue originale : français
- Format : couleur — 2,35:1
- Genre : comédie dramatique
- Durée : 109 minutes
- Dates de sortie :
  - France : 22 mai 2022 (Festival de Cannes 2022), 7 décembre 2022 (sortie nationale)
- Classification:
  - France : Tout public lors de sa sortie en salles et déconseillé aux moins de 10 ans à la télévision.

## Distribution
- Mallory Wanecque : Lily
- Timéo Mahaut : Ryan
- Johan Heldenbergh : Gabriel, le réalisateur
- Esther Archambault : Judith
- Loïc Pech : Jessy
- Mélina Vanderplancke : Maylis
- Matthias Jacquin : Victor
- Angélique Gernez : Mélodie
- Dominique Frot : la grand-mère de Ryan
- Rémy Camus : Rémy

## Production
Pour certaines scènes, un concert gratuit du rappeur Rémy a été filmé le 31 août 2021 dans la salle du Carré Sam à Boulogne-sur-Mer,.

## Accueil

### Accueil critique
En France, le site Allociné propose une moyenne de 3,9⁄5, fondée sur 25 critiques de presse.
« Évitant habilement l'écueil des stéréotypes et de la stigmatisation des quartiers populaires, le film a l'intelligence de proposer un regard critique et introspectif sur la propre pratique des cinéastes, visant à valoriser ces enfants à qui le film dans le film offre une visibilité nouvelle et l'opportunité d'une rédemption et d'une réconciliation avec le Soi. »

## Distinctions
- Festival de Cannes 2022 : Grand prix Un certain regard[5],[6]
- Festival du film francophone d'Angoulême 2022 : Valois de diamant[7]
- Festival Fifigrot de Toulouse 2022 : prix du public et prix des étudiants[8]
- Festival international du film de Rome 2022 : Alice nella cita, prix d'interprétation féminine pour Mallory Wanecque[8]
- Festival de Saint-Paul-Trois-Châteaux 2022 : Grand prix[8]
- American French Film Festival, Los Angeles, 2022 : prix du meilleur premier film[8]
- Rencontres du cinéma de Villefranche 2022 : prix des lycéens[8]
- Festival du film de Sarlat 2022 : prix du jury « Jeune », prix d'interprétation féminine pour Mallory Wanecque[8]
- Festival de Cosne-sur-Loire 2022 : prix du meilleur film, prix d'interprétation féminine pour Mallory Wanecque, prix d'interprétation masculine pour Johan Heldenbergh[8]
- Festival du grain à démoudre de Gonfreville-l'Orcher 2022 : prix du Grand Jury pour le meilleur long métrage, prix du Jury des Lycéens pour le meilleur long métrage[8]

### Nominations
- César 2023 : 
  - Meilleur premier film
  - Meilleur espoir féminin pour Mallory Wanecque

## Anecdotes
Le dialogue a été écrit après le casting et après des séances d'improvisation avec les acteurs. Puis, « une fois sur le plateau, le texte a été très respecté ». La direction d'acteurs a beaucoup profité de l'utilisation d'oreillettes, invisibles à l'écran, mais qui ont permis de donner des consignes pendant les scènes sans les interrompre.